# KaVo Dental
KaVo Dental je německá společnost, působící v oblasti stomatologie a zubního lékařství, se sídlem v Biberachu.
Nástroje do zubních ordinací vyvíjí, vyrábí a distribuuje více než 100 let. Mezi jejich produkty patří zejména instrumenty jako turbínky, kolénkové násadce a chirurgické jednotky pro diagnózu, laserovou léčbu. Do jejich portfolia také patří zubní kamerové systémy, rentgeny a nové také stomatologické soupravy.
KaVo drží více než 2 200 patentů a užitných vzorů v Německu i v zahraničí.

## Historie
Společnost založil v roce 1909 Alois Kaltenbach v Berlíně. Po krátké době se z ní stal jeden z lídrů na trhu v zubní průmyslu. V roce 1919 vstoupil do mladé společnosti Richard Voigt a přesunul sídlo do Postupimi, a změnil jméno na Kaltenbach & Voigt. 1928 byl rok, kdy KaVo vyvinulo první sterilizovatelné násadce na světě. První zubní jednotky (KaVo 1001) začala firma produkovat v roce 1936. V roce 1939 společnost zaměstnávala 300 zaměstnanců.
Po válce se postupimská továrna změnila na VEB Dentaltechnik Potsdam.
V roce 1946 vstoupil do firmy Erich Hoffmeister jako nový akcionář a přestěhoval sídlo do Horního Švábska. Tam byla  po válce obnovená výroba nástrojů. Od roku 1952 byly i jiné zařízení znovu ve výrobě. V roce 1958 Kavo vyvinulo první turbínku (Borden-Airotor), která zajišťovala  s vysokou rychlostí lepší účinnost a přesnost. Společnost otevřela v roce 1959 továrnu na zubní technologie v Leutkirchu. V roce 1962 už Kavo zakládalo první zahraniční obchodní společnosti v Londýně a Brazílii.
2004 byl ve znamení strategické akvizice americké Danaher Corporation.

## Produkty
Sortiment: 
- Dentální nástroje
- Dentální zobrazovací technika
- Diagnostika
- Čisticí jednotky a příslušenství
- Zubní technika
- Školení pro zubaře
- Pečovatelské systémy
- CAD/CAM
- Leica mikroskopy
- Křesla a stomatologické soupravy

## Působnost
KaVo vyrábí na šesti místech a v současné době působí ve 21 zemích s přítomností vlastní prodejní společnosti a v téměř všech zemích světa, přes místní prodejce.

## Ocenění
Některé z výrobků byly oceněny Red Dot Design Award, cenou za inovace.